# Daginakatte, Channagiri
Daginakatte là một làng thuộc tehsil Channagiri, huyện Davanagere, bang Karnataka, Ấn Độ.